# 크림차크어
크림차크어(Krymchak, 크림차크어: кърымчах тыльы, Qrımçah tılyı)는 크림반도의 크림차크인들이 사용하던 소멸 위기의 튀르크어족 계통 언어이다. "유대 크림 타타르어"라고도 하는데, 크림차크인들의 문화나 생활양식처럼 크림 타타르어를 기반으로 일부 히브리어의 영향이 더해져 있다. 카라임어처럼 크림 타타르어의 일개 민족방언으로 분류되기도 한다.
20세기 홀로코스트와 크림 타타르인 강제이주로 언어 공동체가 사라졌고 러시아어로 대체되었다. 현재 약 1,800명의 크림차크인 인구 중 크림차크어의 모어 화자는 소수에 불과하다.

## 같이 보기
- 크림 타타르어
- 카라임어